# 堺武志
堺 武志（さかい たけし、1888年（明治21年）4月10日 - 1955年（昭和30年）3月1日）は、日本の医師。政治家。宮城県石巻市長。旧姓白坂。

## 経歴・人物
宮城県栗原郡若柳町（現・栗原市）の白坂家に生まれる。仙台医学専門学校（現・東北大学医学部）に入り、在学中に堺家の養子となる。卒業後は牡鹿病院の内科長に就任し、その後石巻市で医院を開業した。戦時中は警防団副団長、防空委員を務めた。
終戦後の1946年（昭和21年）3月石巻市長の岩崎孫八が公職追放の対象となるため市長を辞職。後継の市長をこれまで通り市会で推薦することも検討されたが、新しい時代を迎えて一部の市民が首長の公選制を検討していたことから「公選によって市長を選ぼう」という機運が高まり、市内で市民大会が開催された。大会では「公選で最高得票を得た者を市長候補とし、市会はこの結果を尊重し、全会一致で推薦すべき」と決議された。この結果を受け、市会が召集され、一部の議員から慎重論が出されたが、市会は「準公選」という形で市長公選を承認した。こうして全国初の市民による市長選挙が5月に実施された。市長選挙には堺のほか、元県議の清野源助（のち石巻市長）、代議士の内海安吉、弁護士の後藤庄治郎の4人が立候補し、堺が当選者となった。市会の推薦を経て、7月2日に正式に市長に就任した。
市長就任後は食糧確保や引揚者の受け入れなど、市民生活の復興に努めた。翌1947年（昭和22年）4月、新憲法や地方自治法の施行を前したに石巻市長選挙が行われ、堺が再選した。当選後は新法に基づく各条例の制定や教育委員会など新組織の設置など、多忙を極めた。
戦後の混乱や財政難の中、最初の任期の4年を乗り切ったが、1951年（昭和26年）の改選期を前に当時の政権与党自由党が堺に入党を勧誘したが、堺は拒否した。市長選挙に立候補したが、自由党は元県議の清野源助を公認候補に擁立。選挙では僅差で清野に敗れた。